# LuLaRoe
LuLaRoe é uma empresa de marketing multinível com sede nos Estados Unidos que vende roupas femininas. LuLaRoe foi fundada em 2012 por Deanne Brady e seu marido Mark Stidham, e está sediada em Corona, Califórnia.
Como uma empresa de marketing multinível, a LuLaRoe recruta distribuidores independentes (chamados pela empresa de "consultores de moda") para vender produtos diretamente, geralmente por meio da mídia social. A LuLaRoe relatou vendas de aproximadamente um bilhão de dólares em 2016, o que a tornaria uma das maiores empresas do setor de marketing multinível na época, e em 2017, havia aproximadamente oitenta mil distribuidores independentes vendendo as roupas da empresa.
A empresa recebeu críticas e enfrentou ações judiciais de distribuidores e defensores do consumidor por diversas questões relacionadas ao seu modelo de negócios e por problemas de qualidade e design de seus produtos.
Uma ação coletiva aberta na Califórnia em outubro de 2017 e uma ação movida pelo Procurador-Geral do Estado de Washington em janeiro de 2019 acusaram LuLaRoe de ser um esquema de pirâmide.